# Battaglia della Selva Litana
La Selva Litana entrò per un breve momento nella storia ufficiale di Roma in quanto luogo di un famoso agguato (spesso impropriamente definito "battaglia") teso dai Galli Boi a un grosso contingente romano. In quanto sede di un grave colpo all'onore militare delle legioni di Roma, diventa comprensibile quindi che a questa selva, man mano ridotta e distrutta per fare posto alle coltivazioni della centuriazione romana, sia stata riservata una vera e propria damnatio memoriae.

## Localizzazione
Sul problema della localizzazione della Selva Litana si sono esercitati storici di ogni epoca variamente argomentando le loro teorie, spesso estrapolate sulla base di una visione campanilistica. In genere, essendo l'agguato stato teso dai Galli Boi si ritiene che la Selva Litana fosse situata fra l'alta Toscana, l'Emilia o la Romagna, area stanziale della tribù che vennero poi costrette all'emigrazione dalla pressione romana. Ma non manca chi, come Emanuele Repetti, riporta fonti che escluderebbero perfino questa tesi.
Le localizzazioni pongono la Selva variamente dispiegata fra Bologna, Modena e Pistoia, fra Bologna e Ravenna, fra Bologna e Rimini, probabilmente nelle vallate del Montone o del Lamone nei pressi di Forlì (A. Calvetti); uno studioso di Reggio Emilia (N. Cassone), la sposta vicino alla sua città. Molti si appoggiano a riferimenti ad un'area sacra dei Galli; bisogna però ricordare che questi individuavano, nei pressi di tutti i loro insediamenti, aree boschive da ritenere sacre. In ogni caso, tutte le fonti antiche parlano di una Pianura padana estremamente boscosa, e quindi è forse inevitabile che ogni odierna cittadina della pianura stessa, alla ricerca di una radice storica, possa tentare di affidarsi a questa immensa Selva Litana.

## Situazione
La seconda guerra punica era in pieno svolgimento. Annibale, nel 218 a.C., sconfiggendo i Taurini, si era accattivato l'aiuto dei Galli Insubri stanziati nell'area compresa fra Milano e gli Appennini e dei Galli Boi che abitavano l'area riconducibile, all'incirca, all'attuale Emilia. Quella che oggi viene chiamata Romagna era abitata dai Galli Lingoni (fascia dai colli di Imola a Ravenna) e dai Galli Senoni  che vivevano approssimativamente dall'odierna Forlì fino a Senigallia, nelle attuali Marche.
Nel 217 a.C., Annibale aveva inferto ai romani un grave scacco con la battaglia del Lago Trasimeno ma poi, anziché dirigersi su Roma, aveva preferito spostare le sue forze verso l'Apulia probabilmente per svernare in attesa dei rinforzi che erano stati programmati dalla Sardegna e dall'Iberia ma che non ebbero mai la possibilità di arrivare. Una flotta cartaginese era stata bloccata sulle coste del mar Tirreno dalla flotta romana comandata da Gneo Servilio Gemino mentre in Iberia i fratelli Gneo Cornelio Scipione e Publio Cornelio Scipione (rispettivamente zio e padre del futuro Africano) avevano costretto sulla difensiva le forze cartaginesi.
Le decisioni dei comandanti militari romani furono quindi improntate ad una cristallina logica di contrattacco: un esercito di possenti dimensioni doveva essere inviato verso Annibale per cercare di infliggere una sconfitta il più possibile decisiva; un altro esercito, meno imponente ma altrettanto calibrato, doveva attaccare le regioni della Gallia Cispadana che aveva visto le popolazioni celtiche allearsi con il generale punico. Un attacco diretto alle loro case avrebbe, nei progetti di Roma, costretto i Galli a ritornare nelle loro terre abbandonando le forze cartaginesi. Dopo pochi mesi, il 2 agosto 216 a.C., a Canne, le legioni conobbero una disfatta dai contorni spaventosi; 50 000 uomini massacrati in un solo giorno; la morte di uno dei due consoli, Lucio Emilio Paolo e di un'ottantina di senatori. Una sconfitta in campo aperto, dove le legioni di Roma si ritenevano invincibili, che per secoli rimase nella coscienza dei cittadini dell'Urbe e ancor oggi viene studiata quale esempio di genialità tattica militare.

## L'attacco
L'altro esercito romano, comandato da Lucio Postumio Albino, console designato al posto di Lucio Emilio Paolo, fu inviato per rintuzzare le velleità dei Galli. L'obiettivo delle legioni di Roma erano le tribù che avevano parte attiva nelle forze di Annibale. Per arrivare nell'area da queste abitata, Lucio Postumio poteva scegliere fra due percorsi principali: la via Aurelia che dal 252 a.C. circa stava allungandosi lungo la Toscana ma che ancora non aveva raggiunto Luni e la via Flaminia ormai consolidato asse di comunicazione fra le regioni dell'Italia centrale e la pianura Padana.
In entrambi percorsi l'esercito romano doveva affrontare nemici agguerriti. Da una parte i Liguri arroccati sulle loro montagne e dall'altra i Galli Senoni e Lingoni che, a nord di Rimini, avrebbero conteso il passo. Da qualsiasi parte si volesse giungere nelle terre dei Galli Boi, la difficoltà che comunque si presentava alle legioni di Postumio e ai suoi alleati era conosciuta:
(Tito Livio, Ab Urbe condita libri, XXIII, 24.7)
Anche se la logica degli spostamenti militari romani vedeva preferenziale l'uso della via Flaminia (tanto che da quella direzione ci si era aspettati l'arrivo di Annibale con il conseguente dispiegamento delle forze di Gneo Servilio Gemino) rimane ampiamente nel campo delle possibilità l'attraversamento degli Appennini sul percorso stesso di Annibale (che si presume nelle direttrici Modena - Lucca o Bologna - Pistoia), oppure perfino dal nord est, dall'area ravennate, con il possibile intervento aggiuntivo di Veneti o anche di Galli Cenomani che erano rimasti a fianco di Roma.
Questo può in parte spiegare la difficoltà di localizzare il luogo dell'agguato e l'ampia possibilità di scelta che si offre agli studiosi.
Tito Livio, in effetti ci riporta la composizione delle forze romane:
(Tito Livio, Ab Urbe condita libri, XXIII, 24.8)
Due legioni romane comprendevano circa 8 000 uomini, i socii, quindi, non erano pochi. Non sappiamo quali popoli avessero affiancato le legioni. I Romani volevano vendicare la perdita di Clastidium che era stata consegnata ad Annibale dallo stesso prefetto del presidio, il brindisino Dasio, per 400 nummi d'oro. Gli alleati di Roma vedevano le tribù vicine indebolite dalla partenza di tanti validi combattenti al seguito del generale cartaginese e quindi la possibilità di saccheggio e di allargamento del loro territorio. Ben difficilmente i Boi avrebbero potuto sostenere una o più battaglie campali contro le formidabili legioni di Roma affiancate da una torma immane di nemici consanguinei.

## L'agguato

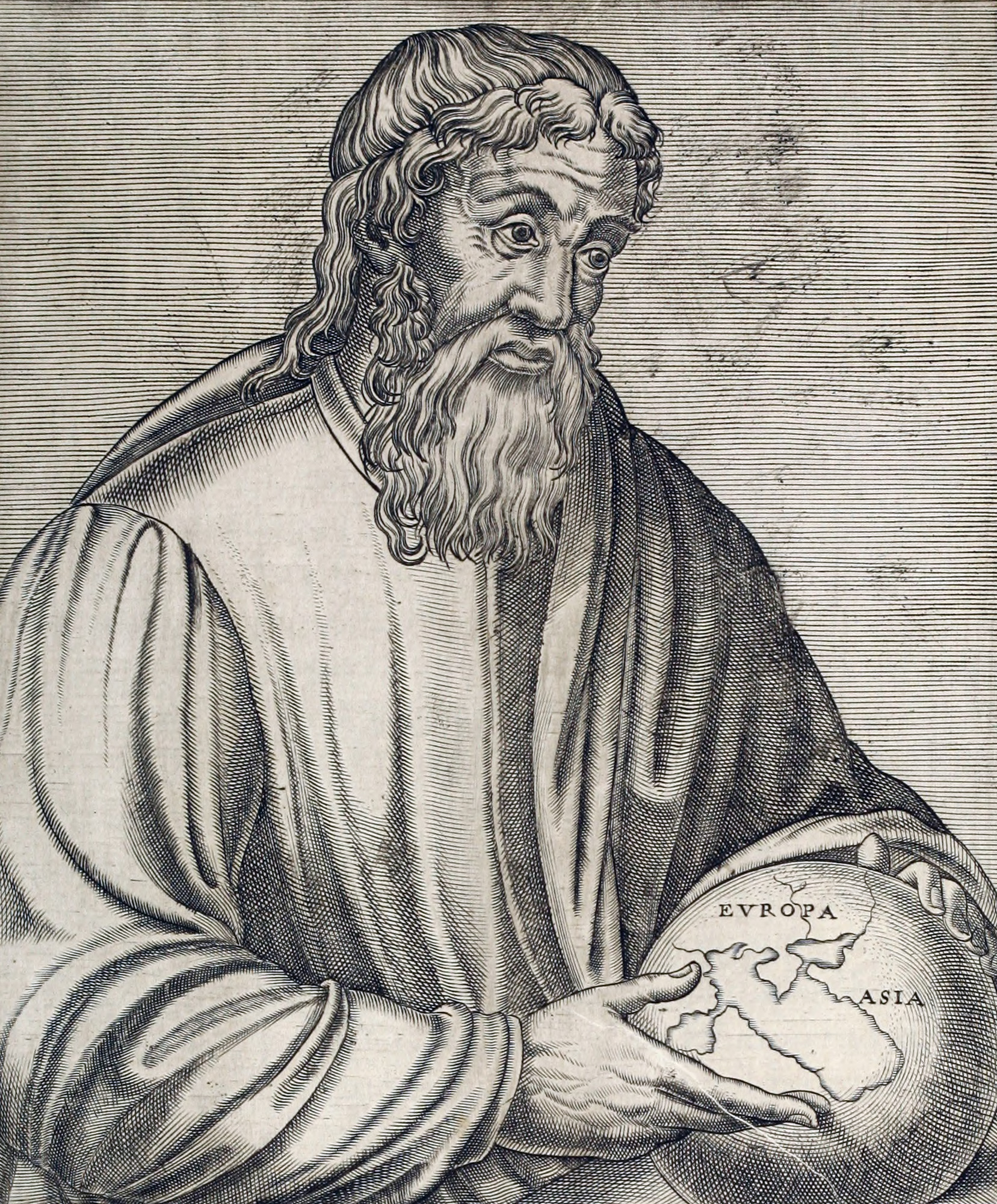
Strabone

Per ogni esercito che non possa competere con il nemico in campo aperto la soluzione sta nella guerriglia e nelle azioni sostenute dall'astuzia. Pur se Strabone afferma che
(Strabone, Geografia, V, 6, BUR, Milano, trad.: A.M. Biraschi)
i difensori erano obbligati dalla situazione a ricorrere a mezzi più subdoli.
(Tito Livio, Ab Urbe condita libri, XXIII, 24.7)
Molto probabilmente per "strada" Livio intendeva un ampio sentiero battuto per lo più da mercanti e da piccole forze armate locali; le strade romane (la via Emilia verrà costruita pochi anni dopo) lasciavano ai lati ampi spazi disboscati e decespugliati proprio per evitare sorprese. Inoltre alberi malamente incisi dalle limitate tecnologie dell'epoca (asce, mazze e cunei) non dovevano che arrivare al massimo alla seconda fila per non essere notati da chi percorreva la "strada" con la necessaria circospezione.
Quando l'esercito romano si fu ben addentrato nella foresta, in un gigantesco, macabro gioco del domino, gli alberi più esterni, come tessere, vennero spinti e fatti cadere contro gli altri innescando una sorta di reazione a catena. Il terribile risultato fu che
(Tito Livio, Ab Urbe condita libri, XXIII, 24.10)

## Dopo l'agguato
Non tutti i componenti dell'esercito romano morirono sotto gli alberi caduti. Però il disordine dovette essere estremo tanto che
(Tito Livio, Ab Urbe condita libri, XXIII, 24.10-11)

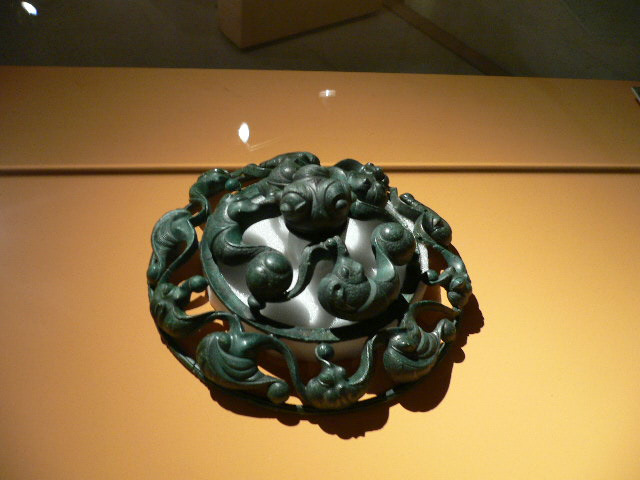
Ornamento celtico

La testa di Postumio, all'uso celtico fu tagliata e, spolpata, divenne un vaso, incrostato d'oro, usato per le celebrazioni religiose. Il bottino dei Galli fu eccezionale in quanto nessuno riuscì a sfuggire e quindi, anche se la maggior parte degli animali fu schiacciata dalla caduta degli alberi, vestiti, armi, vettovaglie, e quanto necessita ad un esercito in marcia rimase sul percorso delle legioni abbattute.
L'annuncio del disastro sgomentò la popolazione romana, già colpita dalla notizia del disastro di Canne. Per alcuni giorni la città si mosse come in lutto fino a quando il Senato mandò gli Edili a far riaprire le botteghe. Infine Tiberio Sempronio, convocati i senatori, diede una svolta alle operazioni concentrando l'attenzione su Annibale e dicendo che
(Tito Livio, Ab Urbe condita libri, XXIII, 25.4)

## Epilogo
Venticinque anni dopo, nel 191 a.C., una volta liquidato il pericolo cartaginese e dopo dieci anni di sanguinose e acerrime battaglie contro le tribù galliche, Roma assoggettò la Gallia Cispadana ma i Galli Boi, in particolare, furono attaccati, sbaragliati e massacrati da Publio Cornelio Scipione Nasica. I pochi superstiti furono costretti a emigrare in Boemia, il loro territorio fu diviso fra un gran numero di coloni italici mandati a suo presidio e collegati con l'Italia centrale dalla Via Emilia e dalla Via Flaminia minor.